# Love and a Tub
Love and a Tub è un cortometraggio muto del 1914 diretto da W.P. Kellino.

## Trama
Il padre di una ragazza da marito pubblicizza la dote della figlia per trovarle un pretendente.

## Produzione
Il film fu prodotto dalla EcKo.

## Distribuzione
Distribuito dall'Universal Pictures, il film - un cortometraggio di 156 metri - uscì nelle sale cinematografiche britanniche nel luglio 1914.